# ゆり2号b
ゆり2号b (BS-2b) は、宇宙開発事業団 (NASDA) が打ち上げた静止放送衛星である。

## 打ち上げ
1986年（昭和61年）2月12日にN-IIロケット7号機で種子島宇宙センターから打ち上げられた。

## 目的
テレビ放送での難視聴地域の解消及び、衛星テレビ放送や放送衛星に関する技術の開発を目的とした。

## 特徴
1984年（昭和59年）に打ち上げられたゆり2号aで太陽電池の一部に不具合が見つかり、当初の2チャンネル体制での放送ができなかった（NHK衛星第1テレビジョンをBS-15chで放送するに留まる）ため、それを補完するという意味合いで打ち上げられた。この結果、1986年12月よりNHK衛星第2テレビジョンがBS-11chで放送を開始するようになった。
その後1990年（平成2年）12月、NHKとWOWOW（当時・日本衛星放送）がゆり3号aを使った衛星放送を開始したため一旦役割を終えたものの、やはりゆり3号aの太陽電池の不具合が見つかった影響で補完するゆり3号bの打ち上げが成功するまでの1991年（平成3年）5月-8月の一時期、暫定的にBS-2の放送をゆり3号aと交互に太陽電池を入れ替えて（主に深夜～早朝。この間WOWOWは放送休止していた）放送を行ったことがあった。

## 軌道
静止衛星軌道/静止位置 東経110度